# فلینت کریک (اکلاهما)
فلینت کریک(به انگلیسی: Flint Creek) شهری در ایالت اکلاهما کشور ایالات متحده آمریکا است که جمعیت آن در سرشماری سال ۲۰۱۰ میلادی، ۷۳۲ نفر بوده‌است.